# Rezignace papeže Benedikta XVI.

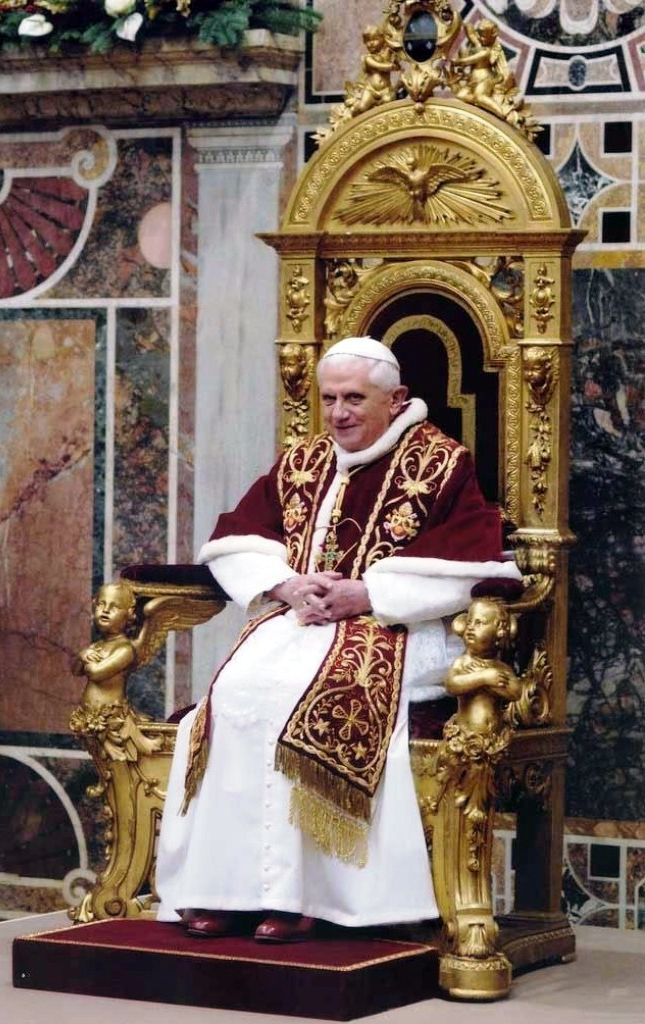
Papež Benedikt XVI. v roce 2011

Rezignace Benedikta XVI. vstoupila v platnost 28. února 2013 ve 20:00 SEČ poté, co ji oznámil 11. února. Stal se tak prvním papežem, který se vzdal úřadu od roku 1415, kdy byl Řehoř XII. donucen rezignovat, aby ukončil západní schizma, a prvním papežem, který dobrovolně odstoupil od Celestýna V. v roce 1294.
Všichni ostatní papežové v moderní éře zastávali tuto funkci od zvolení až do smrti. Benedikt rezignoval ve věku 85 let s odvoláním na zhoršující se zdravotní stav způsobený stářím. Konkláve, které mělo vybrat jeho nástupce, začalo 12. března 2013 a zvolilo kardinála Jorge Maria Bergoglia, arcibiskupa z Buenos Aires v Argentině, který přijal jméno František.

## Oznámení
11. února 2013, na Světový den nemocných, vatikánský svátek, oznámil Benedikt XVI. v Apoštolském paláci v Sala del Concistoro na ranním shromáždění, které se konalo u příležitosti oznámení data kanonizace 800 katolických mučedníků, svůj záměr odstoupit. V latinském projevu řekl přítomným, že učinil „rozhodnutí, které má velký význam pro život církve“. Odvolával se na své slábnoucí síly způsobené stářím a fyzickými i psychickými nároky papežského úřadu a prohlásil, že bude i nadále sloužit církvi „životem zasvěceným modlitbě“.
O dva dny později předsedal své poslední veřejné mši, bohoslužbě na Popeleční středu, která skončila „ohlušujícím potleskem ve stoje, který trval několik minut“, zatímco pontifik odcházel ze svatopetrské baziliky. 17. února 2013 Benedikt španělsky požádal dav na Svatopetrském náměstí o modlitby za sebe a nového papeže.

## Post-papežství
Vatikánský mluvčí Federico Lombardi prohlásil, že Benedikt nebude mít po svém odchodu do důchodu titul kardinála a nebude moci zastávat žádnou funkci v římské kurii. 26. února 2013 otec Lombardi uvedl, že papežův styl a titul po rezignaci je Jeho Svatost Benedikt XVI. emeritní římský papež nebo emeritní papež. V pozdějších letech Benedikt vyjádřil přání, aby byl v rozhovoru nazýván prostě „otec Benedikt“.
Nadále nosil svou charakteristickou bílou sutanu bez mozzety. Místo červených papežských bot nosil hnědé boty, které obdržel během státní návštěvy Mexika. Kardinál Camerlengo Tarcisio Bertone zničil Rybářský prsten a hlavní pečeť Benediktova pontifikátu. Benedikt nosil běžný církevní prsten.
Po své rezignaci se Benedikt usadil v papežském paláci Castel Gandolfo. Vzhledem k tomu, že Švýcarská garda slouží jako osobní stráž papeže, skončila její služba v Castel Gandolfo s Benediktovou rezignací. Vatikánské četnictvo obvykle zajišťuje bezpečnost v papežské letní rezidenci; stalo se výhradně odpovědným za osobní bezpečnost bývalého papeže. Benedikt se 2. května 2013 natrvalo přestěhoval do vatikánského kláštera Mater Ecclesiae, který dříve využívaly řádové sestry k dlouholetým pobytům.
Benedikt XVI. žil v klášteře až do své smrti 31. prosince 2022. Zemřel zde po několikadenní nemoci. Po pohřbu 5. ledna 2023 na Svatopetrském náměstí byl pohřben do hrobky vedle svých předchůdců pod bazilikou svatého Petra.

## Reakce

### Stát
Na zprávu reagovali politici po celém světě. Australská premiérka Julia Gillardová, brazilská prezidentka Dilma Rousseffová, kanadský premiér Stephen Harper, německá kancléřka Angela Merkelová, britský premiér David Cameron a prezident Spojených států Barack Obama ocenili Benedikta a jeho pontifikát, zatímco italský premiér Mario Monti a filipínský prezident Benigno Aquino III vyjádřili šok, resp. lítost.

### Náboženství

#### Katolíci
Kardinál Walter Brandmüller v rozhovoru pro německý deník Bild prozradil, že zprávu o papežově zřeknutí se úřadu zpočátku považoval za „karnevalový žert“.
Metropolitní arcibiskup Lagosu Alfred Adewale Martins k rezignaci řekl:
Takové události se u nás nedějí každý den. Zároveň však víme, že Kodex kanonického práva vyhlášený v roce 1983 počítá s odstoupením papeže, pokud se stane neschopným nebo, jako v případě Benedikta XVI., pokud se domnívá, že již není schopen účinně vykonávat své oficiální funkce hlavy římskokatolické církve z důvodu poklesu svých fyzických schopností. Není to poprvé, co by papež rezignoval. Ve skutečnosti jsme tu měli ne méně než tři, kteří odstoupili, včetně papeže Celestýna V. v roce 1294 a papeže Řehoře XII. v roce 1415. Papež Benedikt XVI. nebyl k tomuto rozhodnutí donucen. Jak sám řekl svými slovy, jednal „s plnou svobodou“, vědom si hlubokých duchovních důsledků svého činu. ... Svatý otec svým rozhodnutím jednal statečně a jako takového musíme jeho rozhodnutí ocenit a respektovat.
Kardinál Timothy M. Dolan, newyorský arcibiskup, řekl, že Benedikt „přinesl obětem sexuálního zneužívání naslouchající srdce“.
Rok před papežovou rezignací hovořil historik Jon M. Sweeney ve své knize The Pope Who Quit (Papež, který odešel) o Benediktově spojení s Celestýnem V., jak Benediktův výrok, když se stal papežem: „Modlete se za mě, abych neutekl ze strachu před vlky“, připomíná podobný Celestýnův výrok. Sweeney také srovnával a porovnával další aspekty osobností obou papežů a jejich působení v čele církve.

#### Židé
Mluvčí vrchního aškenázského rabína Izraele Yony Metzgera prohlásil: „Za jeho působení byly vztahy mezi [katolickou] církví a vrchním rabinátem nejlepší v historii a my doufáme, že tento trend bude pokračovat. Myslím, že [Benedikt] si zaslouží velké uznání za rozvoj mezináboženských vazeb na celém světě mezi judaismem, křesťanstvím a islámem.“ Metzger také řekl, že Benediktu XVI. přeje „pevné zdraví a dlouhé dny“.

#### Buddhisté
Tändzin Gjamccho, 14. dalajláma a duchovní vůdce proudu Gelug tibetského buddhismu, vyjádřil nad rezignací smutek, ale zároveň poznamenal, že „jeho rozhodnutí musí být realistické, aby přineslo větší prospěch lidu“.

### Ostatní autoři
Sloupkař New York Times Ross Douthat se vyjádřil, že „nic v jeho papežství se mu nestalo tak, jako jeho odchod: Jeho ohromující rezignace v roce 2013 byla revolučním gestem, které církev tolik potřebovala“. Roberto de Mattei na stránkách Catholic Family News dospěl k závěru, že: „Pro mě je rezignace Benedikta XVI. symbolem odevzdání se Církve světu.“
V deníku La Repubblica se tehdy objevila zpráva, že papežova rezignace souvisí s „homosexuální mafií“ působící ve Vatikánu: podzemní sítí vysoce postavených homosexuálních duchovních, kteří pořádají sexuální večírky v Římě a Vatikánu a jsou zapleteni do korupce ve Vatikánské bance. K papežově rezignaci údajně vedl 300stránkový spis o skandálu s únikem informací z Vatikánu. V knize Poslední rozhovory z roku 2016 emeritní papež fámy o „gay mafii“ bagatelizoval a označil ji za skupinu čtyř nebo pěti lidí, kteří se snažili ovlivňovat rozhodnutí Vatikánu a které se mu podařilo rozbít.
Kodex kanonického práva vyhlášený v roce 1983 poprvé zavedl rozlišení mezi latinskými právními instituty munus petrinum (doslova „dar svatého Petra“, což znamená: „být papežem“) a ministerium petrinum (doslova „služba svatého Petra“, což znamená: „být papežem“): „vykonávat papežský úřad“, např. podepisovat papežské dokumenty a jmenovat biskupy a kardinály). Papež má možnost volby, zda opustí munus, nebo pouze ministerium: vzdáním se munusu se papež automaticky vzdává i ministeria, zatímco naopak to možné není.
Podle italského bestselleru s názvem Codice Ratzinger a podle Stefana Violiho, profesora kanonického práva na Teologické fakultě v Emilii-Romagně a na Teologické fakultě v Luganu, se Benedikt XVI. vzdal pouze ministeria (jak stanoví kánon 332 §2), nikoli munus. Podle Vittoria Messoriho byl tento akt v souladu s rozhodnutím ponechat si titul emeritního papeže.

## Závěrečný týden

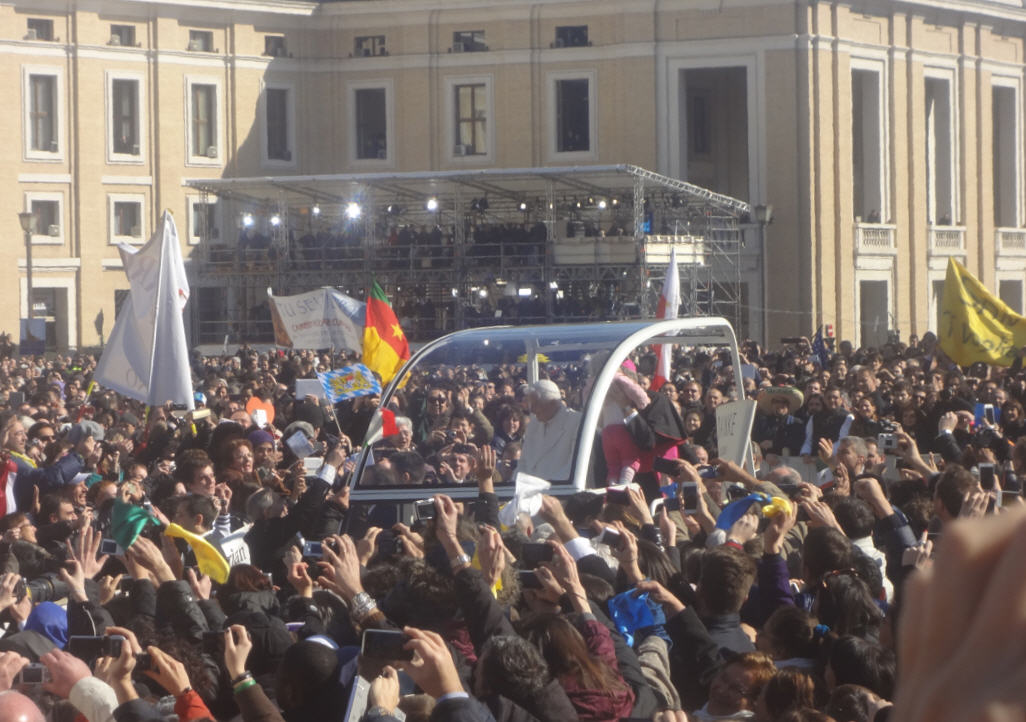
Benedikt XVI. v papamobilu při závěrečné středeční generální audienci na Svatopetrském náměstí 27. února 2013

Benedikt XVI. pronesl svou poslední modlitbu Anděl Páně v neděli 24. února. Shromážděnému davu, který nesl vlajky a děkoval papeži, řekl: „Děkuji vám za vaši náklonnost. [Budu se věnovat životu modlitby a rozjímání], abych mohl nadále sloužit církvi.“ Naposledy se papež objevil na veřejnosti při pravidelné středeční audienci 27. února 2013. Již 16. února se k účasti na audienci zaregistrovalo 35 000 lidí. 27. února večer se na Svatopetrském náměstí konala vigilie se svíčkami na podporu Benedikta XVI. Poslední den svého působení ve funkci papeže Benedikt absolvoval audienci u kardinálského kolegia a v 16:15 místního času (16:15 SEČ) nasedl do vrtulníku a odletěl do Castel Gandolfa. Přibližně v 17:30 (17:30 hod.) naposledy promluvil z balkonu ke shromážděným. Po tomto projevu Benedikt přečkal poslední hodiny svého pontifikátu, který skončil ve 20:00 středoevropského času (20:00 hod.), a vzápětí se uvolnil římský stolec.

## Benevakantismus
Neurčitý počet lidí se domnívá, že rezignace Benedikta XVI. nebyla platná, a že tedy nikdy nerezignoval a zůstal papežem. Tento postoj se nazývá „benevakantismus“ (portmanteau ze slov „Benedikt“ a „sedevakantismus“), „rezignacionismus“ nebo „beneplenismus“. Zastánci tohoto postoje tvrdí, že formulace či gramatika rezignačního prohlášení Benedikta XVI. učiněného v latině jej fakticky neodvolala z papežského úřadu.